# Économie de la Bosnie-Herzégovine
La Bosnie-Herzégovine est un pays à revenu intermédiaire de la tranche supérieure.

## Historique
A l'époque yougoslave, l'économie de la Bosnie était largement régie par le principe de socialisme autogestionnaire.
La guerre qui a suivi l'éclatement de la Yougoslavie a ruiné l'économie du pays. Une grande partie de l'agriculture a été paralysée par la guerre, et près de 80% des industries ont été détruites. La Bosnie a alors subi une hyperinflation, des pénuries de nourriture et de médicaments, ainsi que l'insolvabilité de nombreuses banques.
L'économie s'est reconstruite à partir de 1995, année de fin du conflit, et a connu de bons résultats, avec une croissance annuelle du PIB de plus de 5,2%  entre 2003 et 2008. L'inflation a été stabilisée à des niveaux relativement bas grâce à l'indexation de la monnaie locale, d'abord sur le Deutsche Mark, puis sur l'euro. Le système bancaire a en outre été privatisé et mieux réglementé.
Le pays a néanmoins été durement touché par la crise financière de 2008. En juillet 2009, le FMI a accordé un prêt d'un milliard d'euros au pays, et la Commission européenne 39 millions. A la fin de l'année 2010, le taux de chômage atteignait 42%, ce qui a conduit à un mouvement de protestation de grande ampleur. L'économie a repris depuis.

## Avantages et Défis
Le pays présente des atouts pour les investisseurs étrangers, notamment dans le domaine de l'agriculture, du tourisme, de l'énergie, du secteur minier (fer, aluminium). Il a en outre une position stratégique en Europe du sud-est, et des avantages fiscaux. Le pays a par ailleurs déposé sa candidature à l'adhésion à l'UE en 2016. Il cherche également à adhérer à l'OMC.
Toutefois, le pays présente aussi des désavantages, dont une fuite des cerveaux (1/7 de la population a quitté le pays en une décennie), un secteur public trop nombreux et un cadre réglementaire complexe.